# Overtures of Blasphemy
Overtures of Blasphemy dvanaesti je studijski album američkog death metal-sastava Deicide. Diskografska kuća Century Media Records objavila ga je 14. rujna 2018.

## Popis pjesama
Tekstovi i glazba: Deicide. 
| 1.    | »One with Satan«              | 3:48 |
| 2.    | »Crawled from the Shadows«    | 3:20 |
| 3.    | »Seal the Tomb Below«         | 2:57 |
| 4.    | »Compliments of Christ«       | 2:44 |
| 5.    | »All That Is Evil«            | 3:24 |
| 6.    | »Excommunicated«              | 2:55 |
| 7.    | »Anointed in Blood«           | 3:18 |
| 8.    | »Crucified Soul of Salvation« | 3:00 |
| 9.    | »Defying the Sacred«          | 3:30 |
| 10.   | »Consumed by Hatred«          | 3:02 |
| 11.   | »Flesh, Power, Dominion«      | 3:33 |
| 12.   | »Destined to Blasphemy«       | 2:25 |
| 37:56 |                               |      |

## Recenzije
Overtures of Blasphemy uglavnom je dobio pozitivne kritike. J. Andrew iz Metal Injectiona dodijelio mu je 8,5 bodova od 10 i izjavio: "Neki [Deicideovi albumi] bliži su hrskavijoj prošlosti – Scars of the Crucifix i To Hell with God. Drugi, poput Till Death Do Us Parta i In the Minds of Evila, razvili su puniji, nasilniji zvuk. Sad mi se više sviđa potonji stil. Zbog njega formula skupine postaje sve brutalnija. Drago mi je da mogu reći da je Overtures of Blasphemy jedan od tih albuma, zbog čega zasigurno pripada u bolju polovicu Deicideove diskografije." Dom Lawson iz Metal Hammera dao mu je četiri zvjezdice od njih pet i komentirao je: "Svi koji se nadaju jednostavnom povratku prošlim postignućima bit će razočarani. Od uvodnog iskaza namjere u pjesmi "One With Satan" nadalje to je plod izravnijeg i tradicionalnijeg pristupa kojim se Deicide bavi od The Stench of Redemptiona iz 2006. Nema zbunjujućih rifova labirinta u stilu Legiona, prisutne su samo trominutne himne ekstremnog metala, a gotovo sve razmeću se pamtljivim, growlanim refrenima i solističkim dionicama koje su nadahnute radom K. K. Downinga i Treya Azagthotha."
Nuutti Heiskala iz finskog glazbenog časopisa Soundi također mu je dao četiri zvjezdice od pet i komentirao je da taj uradak od slušatelja traži više pozornosti nego prijašnja dva albuma. Opisao ga je tehnički najmaštovitijim od Legiona, a istaknuo je i sveopću prisutnost neoklasičnih melodija u solističkim dionicama usred uobičajenijih brutalnih zvukova skupine. Međutim, Joe Smith-Engelhardt iz časopisa Exclaim! bio je kritičniji prema uratku; dodijelio mu je pet od deset bodova i izjavio je: "Iako diljem albuma možemo naići na nekoliko zabavnih rifova, cijelog ga prožima previše nenadahnutih trenutaka koji kao da se stalno ponavljaju. Premda je skupina i više nego sposobna za pisanje snažnih death metal pjesama, Overtures of Blasphemy u usporedbi s nekoliko prijašnjih albuma zvuči kao uradak izrađen navrat-nanos."

## Zasluge
| Deicide - Glen Benton – vokali, bas-gitara, produkcija - Kevin Quirion – gitara - Mark English – gitara - Steve Asheim – bubnjevi, dodatna gitara, produkcija |  | Ostalo osoblje - Jason Suecof – produkcija, tonska obrada, miksanje - John Douglass – asistent pri tonskoj obradi - Ronn Miller – asistent pri tonskoj obradi - Christ Short – asistent pri tonskoj obradi - Alan Douches – masteriranje - Zbigniew M. Bielak – ilustracije |